# Jaguar XK 140

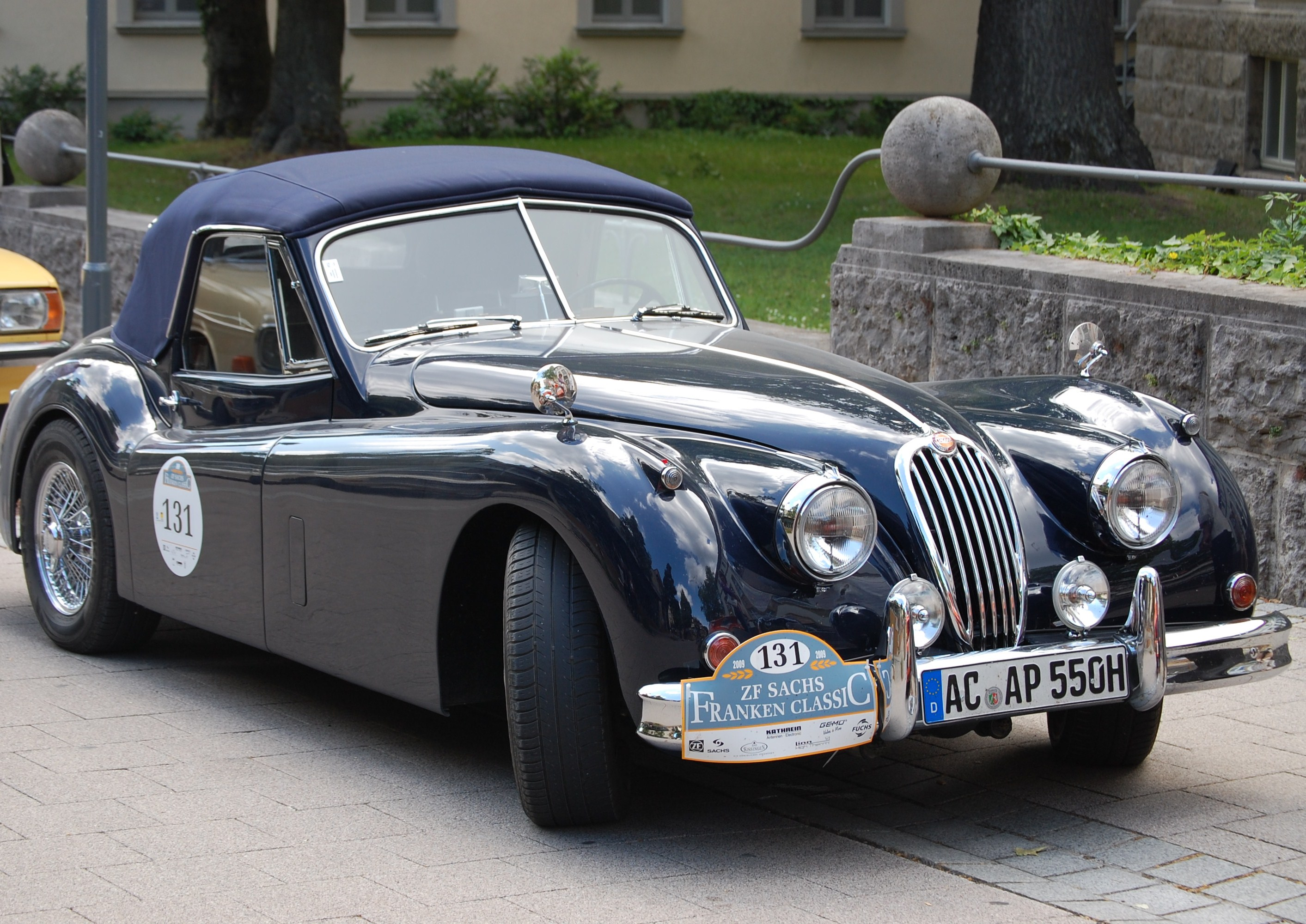
Jaguar XK 140 DHC 1956

Jaguar XK 140 byl sportovní automobil vyráběný automobilkou Jaguar mezi lety 1954 a 1957. Vůz byl v mnoha ohledech vylepšenou verzí svého předchůdce, modelu XK 120. Do roku 1957, kdy byl nahrazen modelem XK 150, bylo vyrobeno 9 051 exemplářů.
Model XK 140 byl představen jako inovovaný následník stárnoucího modelu XK 120 na podzim roku 1954. Vzhledově se od svého předchůdce příliš nelišil. Na první pohled byly patrné nové širší, bohatě pochromované přední i zadní nárazníky, které nahradily tenké dvoudílné nárazníky svého předchůdce. Změněna postihla také přední masku vozu. Maska chladiče zůstala stejně široká jako u předchůdce, nyní ovšem měla menší počet pochromovaných svislých žeber. Přes celou kapotu a víko kufru se nově táhl pochromovaný pruh, který mohl být na konci ozdoben emblémem odkazujícím na úspěch vozu C-type v závodě Le Mans v roce 1951 a 1953. Vůz byl také nepatrně širší. Motor byl posunut o tři couly (7,62 cm) dopředu, čímž vzniklo více prostoru pro posádku. Díky tomu a také díky mírně upravené linii střechy se mohla poprvé u sportovního modelu XK nabízet také praktická varianta vozu s nouzovou zadní sedačkou pro jednoho dospělého nebo dvě děti. Tato konfigurace se vyskytovala pouze u provedení kupé s pevnou střechou. Vůz měl také lépe vybavený interiér.
Model XK 140 zdědil po svém předchůdci proslulý šestiválcový motor XK o objemu 3442 cm³, avšak nově vyladěným na vyšší výkon. Z původních 160 koní na 190 koní (této hodnoty dosahovala u modelu XK 120 pouze silnější verze s označením S.E.). Číslice 140 v názvu vozu již neoznačovala max. rychlost vozu v mílích za hodinu, ta se pohybovala na hranici 200 km/h (125 mil/hod). Stejně jako u XK 120 se nabízela také výkonnější varianta S.E. (Special Equipment) s tzv. „C“ hlavou. Motor u této verze používal hlavy válců ze závodního typu C. Výkon se zvýšil na 210 koní (156 kW), zrychlení z 0 na 100 km/h se snížilo na 9 sekund. V USA byl vůz v tomto provedení znám pod jménem XK 140 MC. Vyrobeno bylo přes 2798 kusů. Příjemnou novinkou bylo nové, lehce ovladatelné hřebenové řízení. Bez obměny zůstaly brzdy, bubnové na všech kolech. Model XK 140 byl prvním sportovním vozem značky, který byl nabízen také s automatickou převodovkou (od roku 1956).
Vůz byl už od svého uvedení na trh v dostání ve třech provedeních. První bylo kupé s pevnou střechou a nouzovým zadním sedadlem, kterého se prodalo 2808 kusů. Druhým bylo kupé se snímací střechou a snímatelnými bočními okénky s označením DHC (Drop Head Coupe). Vyrobilo se 2889 exemplářů. Poslední a nejúspěšnější bylo klasické provedení roadster OTS (Open Two Seater), kterého se vyrobilo 3354 kusů.